# جون سويسي
جون سويسي (John Swasey) هو ممثل أمريكي ولد في 18 أكتوبر 1964 في هيوستن، تكساس.

## أدواره في الأنمي

### مسلسلات أنمي تلفزيونية
- جينيريتر جاول - دكتور تاكوما نيكاسا
- خيميائي الفولاذ - كارل هاوسهوفر
- خيميائي الفولاذ FULLMETAL ALCHEMIST - فان هوينهايم
- دي إن إنجل - دايكي نيوا
- ون بيس - كروكودايل، جان فول
- سايوكي - زينون
- جيغوكو شوجو - ريوسكي سيكينو، جينمين غومو
- حكايات أشباح المدرسة - المدير
- تسوباسا كرونيكل - غلوسام
- فل ميتال بانيك! - شينتارو كازاما
- فل ميتال بانيك؟ فُموفّو - زينجي أونوكي
- فل ميتال بانيك! The Second Raid - غيتس
- كوراو فانتوم ميموري - إيتشيسي
- ريد غاردن - كلود
- موشيشي - سايشو (البذرة الثقيلة)
- بيسميكر كوروغاني - كوندو إيسامي
- إينوسنت فينوس - ماكسيماس دريك
- نادي مضيفي ثانوية أوران - يوزورو سأو
- كازي نو ستيغما - بيرنهارت رودز
- كلايمور - إيسلي
- رازيفون - شوغو ريكودو
- داركر ذان بلاك -المقاول الأسود- - هوان، ناوياسو كيريهارا
- إل كازادور - إنريكيه
- التلميذ الأقوى في التاريخ كينيتشي - موتوتسوغو شيراهاما
- إكسل ساغا - شخصيات عشوائية
- سول إيتر - حاصد الأرواح
- أسطول الزجاج - كونراد
- ديفل ماي كراي - فريدي
- روميو x جولييت - باولو
- باكانو! - فان دايك
- ساندز أوف ديستراكشن - السيد تمساح
- إلفن ليد - دكتور كاكوزاوا، والد كوتا
- أوكيكو فوريكابوتيه - مدرب فريق توسيه
- سبيد غرافر - رئيس الوزراء كاميا
- ترينيتي بلاد - الأسقف الأعلى ألفونس ديستيه
- كرونو كروسيد - إدوارد هاميلتون
- لاينباريل الحديدي - أماتسُغو كيزاكي
- ماكروس - كابتن برونو جاي غلوبال
- دراغون بول كاي - دودوريا
- سنغوكو باسارا - أودا نوبوناغا
- الخادم الأسود - أندرتيكر
- الخادم الأسود 2 - أندرتيكر
- إينيشال دي Fourth Stage - كوزو هوشينو
- كاشون سينز - غيدو، لوكسميث
- ديفل ماي كراي - فريدي
- غانتز - ناوزومي سايتو
- سيتو نو هانايومي - غوزابُرو سيتو
- قطاع التسوق السحري أبينوباشي - أراتا إيماميا
- كيرو - المحقق كوغورو (556)
- NOIR - ألبير دوكس
- هاكووكي - ماتسموتو ريوجين
- غيلتي كراون - سيغاي والتز ماكوتو
- دراغون بول كاي - المزارع

### أوفا أنمي
- MURDER PRINCESS - حاكم فورلاند
- نيموزين - تاجيماموري

### أفلام أنمي
- خيميائي الفولاذ: المسيطر على شامبالا - كارل هاوسهوفر
- فكسل - كابتن بورغ
- إيفانجيليون: 1.0 أنت (غير) وحيد - غيندو إيكاري
- إيفانجيليون: 2.0 أنت (لا) تستطيع التقدم - غيندو إيكاري
- ون بيس: أميرة الصحراء والقراصنة - كروكودايل

## وصلات خارجية
- جون سويسي على موقع IMDb (الإنجليزية)
- جون سويسي على موقع قاعدة بيانات الفيلم (الإنجليزية)
- جون سويسي على موقع ANN person (الإنجليزية)